# 方萬山
方萬山（1547年—1612年），字仰之，直隸徽州府歙縣人，明朝政治人物。

## 生平
萬曆元年（1573年）癸酉科應天府鄉試第五十六名舉人，萬曆五年（1577年）登丁丑科進士。初授行人司行人，十年六月考选，授南京河南道試监察御史，奉旨巡按直隶屯田马政，兼管京营上下江京凤二仓。十七年四月升四川按察司副使提督学政，二十二年六月降补江西佥事南昌兵备，升本省右参议，二十七年四月升江西副使，三十四年五月升四川右参政，三十七年六月累官云南按察使，四十年七月卒于官。时民谣曰：「苍山千寻使君明，洱海泱泱使君清。」

## 家族
曾祖父方從道；祖父方錡；父親方日章。母吳氏。具慶下。